# منطقة نيتساني شالوم الصناعية
نيتساني شالوم أو جيشوري هي مستوطنة صناعية إسرائيلية ضخمة تقع في قلب مدينة طولكرم الفلسطينية، أقيمت عام 1983 على أراضي أحياء المدينة.

## التاريخ
أقيمت مستوطنة نيتساني شالوم الصناعية عام 1983 في داخل مدينة طولكرم، وقد أنشئت على أراضي جامعة فلسطين التقنية خضوري بالمدينة، وضمن أراضي عام 1967.

## الجغرافيا
تقع مستوطنة نيتساني شالوم الصناعية في قلب مدينة طولكرم، وتلاصق جامعة فلسطين التقنية خضوري بالمدينة، كما تلاصق عشرات المنازل الفلسطينية، ويقع بجوار المستوطنة معبر 104 الحيوي، وهو أحد المعابر الهامة الواصلة بين الضفة الغربية وإسرائيل، كما يحيط بالمستوطنة الصناعية عدد كبير من مدارس مدينة طولكرم والتي يرتادها يوميًا ما يزيد عن 11,000 طفل فلسطيني.

## الجانب القانوني
يعتبر المجتمع الدولي المستوطنات الإسرائيلية المقامة على أراضي عام 1967 غير قانونية بموجب القانون الدولي، لكن الحكومة الإسرائيلية تعارض ذلك.

## الوضع الصحي والبيئي
كشفت عدة دراسات إلى أن معظم الساكنين في الأحياء المحيطة بمستوطنة نيتساني شالوم الصناعية يعانون من مشاكل صحية وأمراض بنسبة كبيرة، عدا عن التلوث البيئي في التربة والماء والهواء.

## مصانع المستوطنة
تضم مستوطنة نيتساني شالوم الصناعية ما يزيد عن 13 مصنعًا إسرائيليًا، أبرزها:
|  |  | - مصنع "كيشت بريما" لصناعة الأسمدة والمبيدات الحشريّة. - مصنع مواد الطلاء. - مصنع "ديكسون" للغاز. - مصنع "تال إيل" لتدوير النفايات وصناعة الورق. - مصنع "ياميت" لصناعة فلاتر الماء وأنابيب السماد الزراعي الكيماوي. - مصنع "شاحف" لصناعة مواد العزل الحراري. - مصنع "لينوي زخوخيت" لصناعة ومعالجة الزجاج. |  | - مصنع "سولور" لتصنيع إسطوانات وخزانات الغاز والبترول والمعادن الثقيلة. - مصنع الإسفنج. - مصنع "ييش" للكرتون وورق التواليت. - مصنع البطاريات. - مصنع الدباغة والجلود. - مصنع "أوهليم" لصناعة الخيام والقماش والشمع. |

## حملة «صرخة طفولة - لا لجيشوري»
في 4 ديسمبر 2014، أطلقت مدارس مدينة طولكرم حملة «صرخة طفولة - لا لجيشوري»، وقالت سلطة جودة البيئة الفلسطينية إن ملف مستوطنة جيشوري الصناعية أصبح على طاولة الأمم المتحدة وبدعم عربي من جامعة الدول العربية.
وفي 4 فبراير 2015، نظمت طالبات مدارس طولكرم سلسلة بشرية ضد مستوطنة جيشوري الصناعية.

## اهتمام دولي
تزور وفود دولية بشكل دوري المنطقة للإطلاع عن كثب على الوضع القانوني والصحي والبيئي للمستوطنة الصناعية.

## أبرز الأحداث

### هجمات فلسطينية
- في أكتوبر 2000، هاجم مئات الفلسطينيين مستوطنة نيتساني شالوم الصناعية وأضرموا النار فيها. وفيما بعد، أعاد الإسرائيليون على وجه السرعة تأهيل وترميم المستوطنة، ووضعت الحراسات المشددة عليها منعًا لمهاجمتها.[20]
- في 1 أغسطس 2002، قتل إسرائيلي برصاص الفلسطينيين في مستوطنة نيتساني شالوم الصناعية.[21]
- في صباح يوم الجمعة 25 أبريل 2008، تعرضت مستوطنة نيتساني شالوم الصناعية لهجوم مشترك من قبل كتائب القسام وسرايا القدس، ما أدى إلى مقتل إسرائيليين اثنين.[22] وبعث مندوب إسرائيل الدائم في الأمم المتحدة برسالة إلى رئيس مجلس الأمن الدولي والأمين العام للأمم المتحدة لإبلاغه بالهجوم،[23] وقالت منظمة بتسيلم إنها «تدين بشدة هذا الهجوم على المدنيين الإسرائيليين».[24]

### انفجارات وحرائق
- في 22 أبريل 2009، التهمت النيران المستوطنة الصناعية بشكل كبير، وقد شاركت طواقم الدفاع المدني الفلسطينية والإسرائيلية في إطفاء الحرائق الضخمة.[8]
- في مساء يوم الخميس 5 سبتمبر 2013، انفجرت مستوطنة نيتساني شالوم الصناعية ما أدى إلى حدوث حرائق ضخمة وانفجارات متتالية،[25] مع انقطاع للتيار الكهربائي عن كافة أحياء مدينة طولكرم، وقد وصل إلى مستشفى ثابت ثابت الحكومي بالمدينة ثلاثة إصابات بالاختناق جراء الدخان الكثيف،[26] وشاركت طواقم الدفاع المدني الفلسطينية والإسرائيلية في إطفاء الحرائق الضخمة، إضافة إلى طواقم بلدية طولكرم وقوى الأمن والشرطة الفلسطينية،[27] وقد استمرت عمليات الإطفاء حتى الفجر.[28] يذكر بأنه لم يتواجد أحد داخل المنطقة الصناعية لحظة الانفجار بسبب مصادفة عيد رأس السنة العبرية.[29]
- في يوم الجمعة 11 سبتمبر 2020، ليلاً،[30] شب حريق هائل في المستوطنة مع انفجارات، وقد امتدت سحب الدخان لمسافات طويلة، وغطت السماء.[31] وقالت سلطة جودة البيئة الفلسطينية إنه تابعت هذا الحدث الكبير، وأكدت أنها ستعد تقريراً مفصلاً عن ما جرى، وستقدمه للمقرر الخاص لحقوق الإنسان، والمفوض السامي لحقوق الإنسان في الأراضي الفلسطينية المحتلة، وإلى أمانة اتفاقية بازل الدولية.[32]
- في نهار يوم الاثنين 21 سبتمبر 2020،[33] اندلع حريق ضخم جداً في مستوطنة جيشوري الصناعية. وقالت سلطة جودة البيئة الفلسطينية إن ألسنة اللهب ارتفعت في السماء لمسافة عشرات الأمتار، مع انبعاث كثيف للدخان الأسود الذي غطى أحياء بأكملها بمدينة طولكرم،[34] وقد أدى هذا إلى سقوط السخام والرماد المتطاير على المنازل والحدائق والساحات العامة والمجمعات التجارية في المدينة،[35] وأدى إلى حدوث حرائق.[34] ووصفت سلطة جودة البيئة الفلسطينية مستوطنة جيشوري الصناعية بـ«القنابل الموقوتة»،[33] وأكدت سلطة جودة البيئة الفلسطينية أنها ستواصل كل الإجراءات الخاصة بتقديم الشكاوي ضد ما يجري في المستوطنة الصناعية إلى هيئة الأمم المتحدة، ومجلس حقوق الإنسان، وأمانة اتفاقية بازل الدولية، وبرنامج الأمم المتحدة للبيئة.[35]

### قتلى فلسطينيين بأيدي الجيش الإسرائيلي
- في 3 أكتوبر 2000، قتل الطفل الفلسطيني «حسام همشري» في محيط المستوطنة.[36]
- في 4 أكتوبر 2000، قتل الشاب الفلسطيني «مهند وديع فارس ناعسه» برصاص الجيش الإسرائيلي خلال مواجهات أمام المستوطنة الصناعية.[36]
- في 6 أكتوبر 2000، قتل الشاب الفلسطيني «محمد تمام» في محيط المستوطنة الصناعية.[36]
- في 20 أكتوبر 2000، قتل الطفل الفلسطيني «محمد طاحون» بجانب المستوطنة الصناعية.[36]
- في 27 أكتوبر 2000، قتل الفلسطيني «أحمد قاسم» في محيط المستوطنة الصناعية.[36]
- في 6 نوفمبر 2000، قتل الطفل الفلسطيني «وجدي علام حطاب» 15 عامًا برصاص الجيش الإسرائيلي خلال مواجهات أمام المستوطنة الصناعية.[37]
- في 15 نوفمبر 2000، قتل الفلسطيني «فتحي سالم» في محيط المستوطنة الصناعية.[36]
- في 21 نوفمبر 2000، قتل الطفل الفلسطيني «ياسر طالب محمد نبتيتي» 15 عامًا برصاص الجيش الإسرائيلي خلال مواجهات عنيفة عند المستوطنة الصناعية.[37]
- في 1 يناير 2001، قتل الفلسطيني «معتز سروجي» في محيط المستوطنة الصناعية.[36]
- في 20 أكتوبر 2001، قتل الفلسطينيان «مصطفى زيتاوي»، و«ماهر أبو حسنة» في محيط المستوطنة الصناعية.[36]
- في 1 أغسطس 2014، قتل الشاب الفلسطيني «تامر سمور» برصاص الجيش الإسرائيلي خلال مواجهات اندلعت أمام المستوطنة الصناعية،[38] وقدم الرئيس الفلسطيني محمود عباس ورئيس الوزراء الفلسطيني رامي الحمد الله التعازي لعائلة الشاب.[39]
- في 4 أكتوبر 2015،[40] قتل الشاب الفلسطيني «حذيفة سليمان» برصاص الجيش الإسرائيلي وأصيب آخرين،[41] وذلك خلال مواجهات أمام المستوطنة الصناعية.[42]